# Campionat d'Europa de waterpolo femení
|  | Aquest article és sobre la competició femenina. Per a la competició masculina, vegeu Campionat d'Europa de waterpolo masculí |

El Campionat d'Europa de waterpolo (oficialment en anglès: Women's European Water Polo Championship) és una competició internacional de waterpolo de seleccions nacionals. De caràcter bianual, és organitzat per Lliga Europea de Natació i se celebrà per primer cop l'any 1985 a Oslo. Hi participen setze seleccions nacionals agrupats en quatre grups. Disputen una primera fase en format de lligueta i els dos millors classificats de cadascun del grups accedeixen a la segona fase. Els vuits equips classificats disputen els quarts de final, semifinal i final. El guanyador de la competició és declarat campió d'Europa i, en any olímpic, té dret a participar als Jocs Olímpics.
El dominador històric de la competició és la selecció neerlandesa amb sis títols. tres de forma consecutiva entre 1985 i 1989. Itàlia amb quatre (1995, 1997, 1999, 2003), Rússia (2006, 2008, 2010) i Hongria (1991, 2001, 2016) amb tres títols respectivament, són les seleccions més reeixides del campionat. La selecció espanyola, històricament formada per jugadores de waterpolo catalanes en la seva gran majoria, s'ha proclamat campiona d'Europa en tres ocasions (2014, 2020, 2022). També ha aconseguit dues medalles d'argent (2008, 2024) i una de bronze (2018).

## Historial
| En negreta = Selecció campiona (prò.) = Pròrroga (p.) = Penals |

| I     | 1985 | Països Baixos | lligueta    | Hongria       | Alemany Occidental | lligueta  | Noruega            | Oslo       |        |
| II    | 1987 | Països Baixos | lligueta    | Hongria       | França             | lligueta  | Alemany Occidental | Estrasburg |        |
| III   | 1989 | Països Baixos | 14–11       | Hongria       | França             | 10–9 (p.) | Itàlia             | Bonn       |        |
| IV    | 1991 | Hongria       | 11–8        | Països Baixos | Itàlia             | 9–5       | França             | Atenes     |        |
| V     | 1993 | Països Baixos | 13–8        | Rússia        | Hongria            | 8–7       | Itàlia             | Sheffield  |        |
| VI    | 1995 | Itàlia        | 7–5         | Hongria       | Països Baixos      | 8–3       | Grècia             | Viena      |        |
| VII   | 1997 | Itàlia        | 6–5         | Rússia        | Països Baixos      | 10–5      | Espanya            | Sevilla    | [ 3 ]  |
| VIII  | 1999 | Itàlia        | 10–9 (prò.) | Països Baixos | Rússia             | 7–5       | Hongria            | Prato      |        |
| IX    | 2001 | Hongria       | 10–8        | Itàlia        | Rússia             | 8–5       | Grècia             | Budapest   |        |
| X     | 2003 | Itàlia        | 6–5         | Hongria       | Rússia             | 7–6       | Països Baixos      | Ljubljana  |        |
| XI    | 2006 | Rússia        | 12–10       | Itàlia        | Hongria            | 12–11     | Espanya            | Belgrad    | [ 4 ]  |
| XII   | 2008 | Rússia        | 9–8         | Espanya       | Hongria            | 9–6       | Itàlia             | Màlaga     | [ 5 ]  |
| XIII  | 2010 | Rússia        | 11–6        | Grècia        | Països Baixos      | 14–12     | Itàlia             | Zagreb     |        |
| XIV   | 2012 | Itàlia        | 13–10       | Grècia        | Hongria            | 9–8       | Rússia             | Eindhoven  |        |
| XV    | 2014 | Espanya       | 10–5        | Països Baixos | Hongria            | 10–9      | Itàlia             | Budapest   | [ 6 ]  |
| XVI   | 2016 | Hongria       | 9–7         | Països Baixos | Itàlia             | 10–9      | Espanya            | Belgrad    |        |
| XVII  | 2018 | Països Baixos | 6–4         | Grècia        | Espanya            | 12–6      | Hongria            | Barcelona  | [ 7 ]  |
| XVIII | 2020 | Espanya       | 13–12       | Rússia        | Hongria            | 10–8      | Països Baixos      | Budapest   | [ 8 ]  |
| XIV   | 2022 | Espanya       | 9–6         | Grècia        | Itàlia             | 16–13     | Països Baixos      | Split      | [ 2 ]  |
| XVI   | 2024 | Països Baixos | 8–7         | Espanya       | Grècia             | 7–6       | Itàlia             | Eindhoven  | [ 10 ] |

1. ↑  La 16a edició es decidí celebrar inicialament a Netanya, Israel. Degut a l'esclat del conflicte entre Israel i Gaza de 2023, la LEN i la Federació Israeliana de Natació decidiren renunciar-hi. La seu de la competició es bescanvià a Eindhoven.[9]

## Premis individuals
Les jugadores neerlandeses, com Patricia Libregts (1985, 1987) i Alice Lintaud (1991, 1993), i les hongareses, especialment Rita Keszthelyi (2012, 2014, 2016, 2020, 2024), han sigut històricament les màximes golejadores del campionat. El trofeu a la millor jugadora s'atorgà a partir l'onzena edició. Destaquen la italiana Tania di Mario (2006, 2012) i la catalana Bea Ortiz (2020, 2024) amb dos premis respectivament. També l'han guanyat les catalanes Blanca Gil (2008) i Maica García (2014). Per altra banda, la neerlandesa Laura Aarts ha sigut escollida millor portera del campionat en dues ocasions (2018, 2024) , mentre que la catalana Martina Terré el guanyà el 2022.
| I     | 1985 | Patricia Libregts    | 28 | N/D                   | N/D            |        |
| II    | 1987 | Patricia Libregts    | 22 | N/D                   | N/D            |        |
| III   | 1989 | Andrea Eke           | 20 | N/D                   | N/D            |        |
| IV    | 1991 | Alice Lintaud        | 22 | N/D                   | N/D            |        |
| V     | 1993 | Alice Lintaud        | 31 | N/D                   | N/D            |        |
| VI    | 1995 | Laure Gotha          | 27 | N/D                   | N/D            |        |
| VII   | 1997 | Giusi Malato         | 26 | N/D                   | N/D            |        |
| VIII  | 1999 | Karin Kuipers        | 13 | N/D                   | N/D            |        |
| VIII  | 1999 | Giusi Malato         | 13 | N/D                   | N/D            |        |
| VIII  | 1999 | Krisztina Szremko    | 13 | N/D                   | N/D            |        |
| IX    | 2001 | Ágnes Primász        | 14 | N/D                   | N/D            |        |
| X     | 2003 | Daniëlle de Bruijn   | 15 | N/D                   | N/D            |        |
| XI    | 2006 | Ekaterina Pantyulina | 18 | Tania di Mario        | Elena Gigli    |        |
| XII   | 2008 | Ekaterina Pantyulina | 16 | Blanca Gil            | N/D            |        |
| XIII  | 2010 | Angeliki Gerolymou   | 17 | N/D                   | N/D            |        |
| XIV   | 2012 | Rita Keszthelyi      | 19 | Tania di Mario        | N/D            |        |
| XV    | 2014 | Rita Keszthelyi      | 19 | Maica García          | Giulia Gortero |        |
| XVI   | 2016 | Rita Keszthelyi      | 23 | Yasemin Smit          | Edina Gangl    |        |
| XVII  | 2018 | Bea Ortiz            | 25 | Sabrina van der Sloot | Laura Aarts    | [ 7 ]  |
| XVIII | 2020 | Rita Keszthelyi      | 28 | Bea Ortiz             | Anna Karnaukh  |        |
| XIV   | 2022 | Gréta Gurisatti      | 27 | Eleftheria Plevritou  | Martina Terré  | [ 11 ] |
| XVI   | 2024 | Rita Keszthelyi      | 21 | Bea Ortiz             | Laura Aarts    | [ 10 ] |
| XVI   | 2024 | Alina-Ioana Olteanu  | 21 | Bea Ortiz             | Laura Aarts    | [ 10 ] |
| XVI   | 2024 | Belen Vosseberg      | 21 | Bea Ortiz             | Laura Aarts    | [ 10 ] |